# غاش

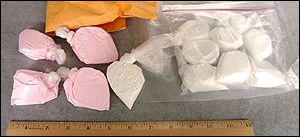

الغاشّ أو الغاشّة (ملاحظة 1) هو مصطلح عام يشير إلى أي مادة تضاف إلى سلعة بهدف الغش؛ سواء أكانت تلك السلعة من المواد الغذائية أو من الوقود أو أي مادة كيميائية استهلاكية أخرى.